# Mu Shiying
Pour les articles homonymes, voir MU.
Dans ce nom, le nom de famille, Mu, précède le nom personnel.
Mu Shiying ( 穆時英 / 穆时英  pinyin: Mù Shíyīng, né en 1912 dans le Zhejiang et mort en 1940) est un écrivain chinois. 

## Biographie
Mu Shiying passe son enfance à Shanghai, où son père est banquier. Étudiant en langue et littérature chinoises, il est fortement influencé par l'école néosentationniste japonaise, et plus particulièrement par les œuvres de Riichi Yokomitsu, et participe à la création du courant littéraire du même nom en Chine. Publié dans le premier numéro de la revue Les Contemporains (Xiandai), il devient l'un des chefs de file de l'école moderniste (ou néosentationniste), avec Shi Zhecun et Liu Na'ou. En 1939, il se compromet avec le régime de Wang Jingwei, qui collabore avec les Japonais. Il est assassiné en 1940, par les services secrets du Guomindang suppose-t-on.
Il décrit la fascination devant la modernité et les changements incessants de la ville. Il est l'auteur de Cinq dans une boîte de nuit et de Craven A.

## Liste des œuvres
- Nanbei ji, Shanghai, Hufeng, 1932.
- Gong mu (Le Cimetière), Shanghai, Shanghai shuju, 1933.
- Baijing de nüti shuxiang, Shanghai, Xiandai, 1934.
- Hei Mudan, Shanghai, Liangyou, 1934.

## Traductions
- « Le fox-trot de Shanghai — un fragment » et « Le camélo-nietzschéen et la femme », dans Le Fox-trot de Shanghai et autres nouvelles chinoises, trad. Isabelle Rabut et Angel Pino, Albin Michel, « Les grandes traductions », 1996, p. 189-213.